# گئورگی دینکوف
گئورگی دینکوف (بلغاری: Георги Динков؛ زادهٔ ۲۰ مهٔ ۱۹۹۱) بازیکن فوتبال اهل بلغارستان است.